# 托布魯克圍城戰

西部沙漠戰場

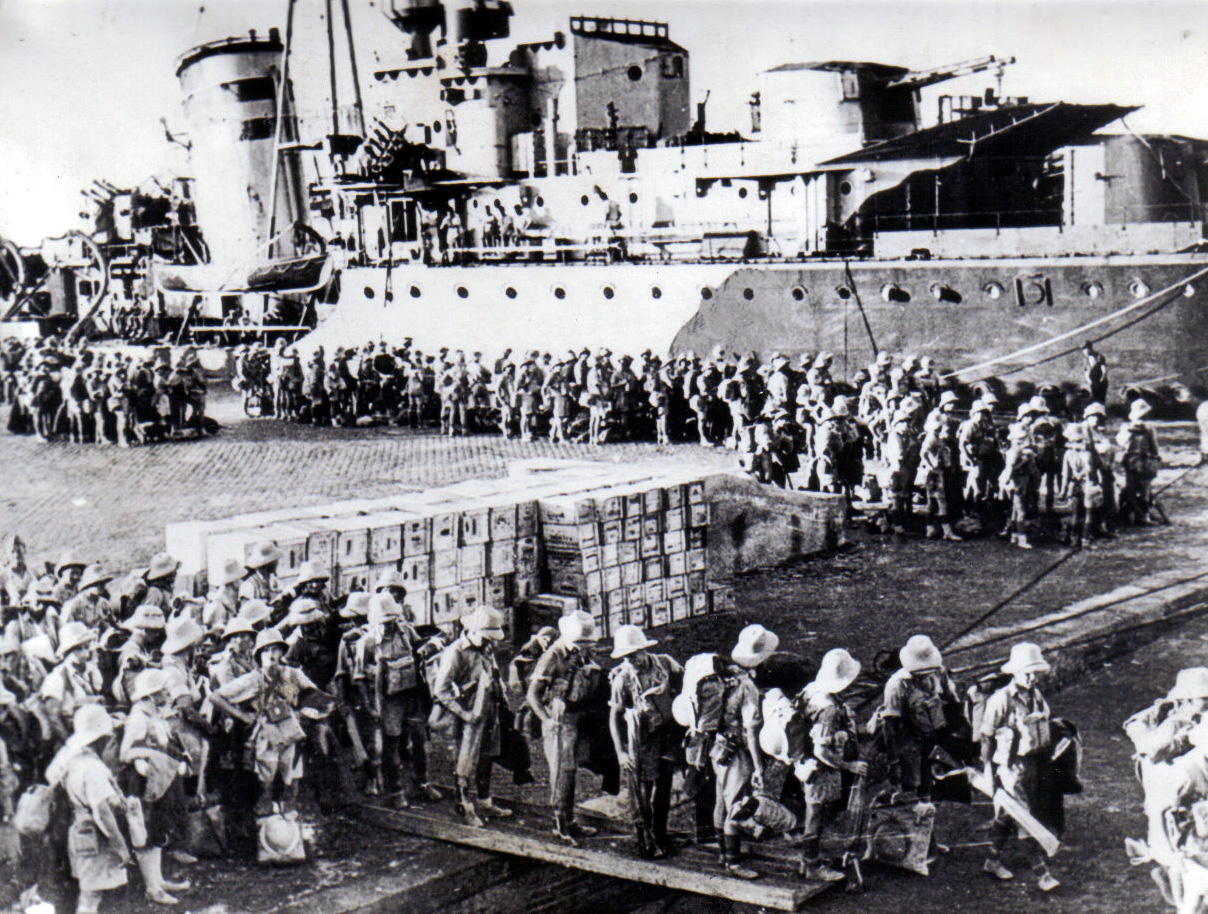
1941年在托布魯克離船的波蘭喀以巴阡獨立狙擊旅

托布魯克圍城戰是一場二次大戰中在北非西部沙漠戰場的漫長的圍城，由軸心國的軍隊包圍盟軍在托布魯克的部隊。戰事開始於1941年4月10日埃爾溫·隆美爾領導的德義聯軍向托布魯克發動攻擊，4月11日完成包圍，一路持續了240天，才被第八軍團的十字軍行動解除包圍。

## 背景
1941年1月底，意大利在北非的势力只剩下利比亚的黎波里和周边地区，纳粹德国决定派出两个装甲师(第5轻机械化师和第15装甲师)，并派遣埃爾溫·隆美爾为德国"非洲军团"总司令援助意大利。
2月12日，隆美尔到达的黎波里后发现意大利只想守住苏尔特湾地区，由于的黎波里地区较小，很难保卫空军基地和港口设施。同时隆美尔预料英军很快向西挺进，决定在英军增援部队到达前先展开进攻。
经过一番交涉，双方互相妥协，最终达成协议。意大利在北非的一切摩托化兵力都交给隆美尔指挥；两个意大利步兵师和一个、"阿雷特"装甲师，而德国非洲军团必须接受鲁道夫·格拉齐亚尼的管制。
隆美尔的决定违反了当初德军最高统帅部的协助義大利在北非的防御命令。隆美尔向德国驻罗马的代表林特伦多次暗示，对英军发动进攻才是他的真正意图，林特伦极力劝说隆美尔改变这种念头。3月19日，隆美尔返回柏林，请求最高统师部允许他发动攻势，德国陸军总司令瓦尔特·冯·布劳希奇坚决拒绝。布劳希奇耐心向隆美尔解释，德国没有做算在北非发动一场决定性战役的准备，而且除了已经许诺的部队，德国非洲军团得不到其他的任何增援部队。
英军在罗盘行动后急需休整，韦维尔任命菲利普·尼姆中将担任昔兰尼加的英军总指挥。无论是英军情报部和德军最高统帅部都认为德军在5月底前沒有足够的实力发动进攻(第2轻机械化师在2月中旬开始向北非出发，计划到4月中旬运完，第15装甲师最快要到5月底到达)。英军并未料到德意联军会在3月24日突然展开全面攻势。

## 战役前期

### 欧盖莱战役
1941年3月23日，隆美尔从柏林回到北非后，立刻发出进攻的命令，他为自己违抗最高统帅的指示的借口是；一个给德军军事运输补给的小分队经常受到驻欧盖莱英军巡逻队的骚扰，为保住这个据点，必须把英国人赶出欧盖莱。
3月24日凌晨，德意联军沿着1000码的战线展开，德军的欧姆弗雷德·冯·魏克玛少校指挥的第3侦察营首次在此战役用上"纸板车"。魏克玛的这些战车只是安装在汽车底盘上的假坦克，大部分都无法开炮，但在飞扬尘土中，看起来就像真的坦克，守卫欧盖莱的英军迅速撤离，退到欧盖莱东北50千米的梅赛布列加。

### 英军溃败
英军总司令韦维尔依然相信这次的进攻只一场小规模攻势，而利比亚的英军因抽调兵员去希腊而大大地削弱，无法增援尼姆部队。隆美尔担心继续等待第15裝甲师会使英军有时间构筑防御工事，使梅赛布列加成为一个坚固堡垒。
德军兵分3路；一路沿滨海大道向北进攻班加西，一路向东进攻摩顿挌那和本加尼亚，一路则从中路出发，进攻安提拉特和摩苏尔。
4月1日，德军的突击主力第5戰車团对梅赛布列加发起进攻，英军不敌匆忙弃阵逃跑。4月2日，艾季达比亚和附近港口须提那被德军攻陷。4月3日隆美尔对英军展开800千米大追击，一路上英军损失大量物资和人员。
德意联军突破梅赛布列加使英军尼姆的部队产生混乱和恐慌，4月2日，韦维尔回到北非评估形势，4月3日，理查德·奥康纳被召回协助防御。英军第2装甲师和澳大利亚第9师向梅基利败退。
4月5日，3路德意军团以向心突击方式向梅基利直扑而去。德军第5坦克团和意大利"阿雷特"装甲师首先展开包围行动，4月6日晚，澳大利亚第9师开始突围撤退。尼姆和奥康纳察觉情况危急也从指挥部撤退，两人属于最后一批撤离者，两人坐着尼姆指挥车向东逃离，因夜晚迷路，结果向北开往德尔纳时，被德军俘虏。
4月7日，德军成功包围梅基利，英军第2装甲师残部和其余部队试图突围，但只有少量部队成功逃脱，4月8日下午，梅基利被攻陷，第2装甲师的指挥官迈克尔·甘比尔 - 帕里（Michael Gambier-Parry）少将被俘虏。这役使得隆美尔"沙漠之狐"名声大噪。

## 托布鲁克拉锯战
1941年4月8日，纳粹德军和意大利联军势如破竹攻陷梅基利后，英军高级军官们决定死守托布鲁克，以阻止德意联军长驱直入。成功撤退的澳大利第9师进入托布鲁克和当地英联邦部队会合，主要由澳大利人、新西兰人，英国人和印度人组成协同防御托布鲁克。
4月9日，德意联军开始包围托布鲁克，4月11日，德意联军完成包围。同时，德军绕过托布鲁克，沿着滨海大道向东拿卡普措、塞卢姆和哈尔法亚隘口。
隆美尔意识到只要英军扼守住托布鲁克，将对部队的侧翼和后方构成威胁，对轴心国部队的长驱直入就是徒劳无益的，隆美尔决定先扒掉此城。

### 英军防御
英军在托布鲁克周围，仅有拜尔迪那、西迪巴拉尼和梅塞马特鲁等几个据点。英军加固了托布鲁克的防御工事。这是一块面积为570平方千米的"飞地"。内圈设有两道防线；第1条是周长50千米的"红色防线"，设有大量带刺铁丝网，屹立着140个坚固火力点，地下掩体上加设钢筋混凝土保护，每个可容纳20人；第2条是前者后方3000千米处的蓝色防线；布置大量地雷、铁丝网和坚固火力点。有3.5万人防御该地，统师是英国军官勒斯列·詹姆斯·莫谢德少将。

### 德军攻势

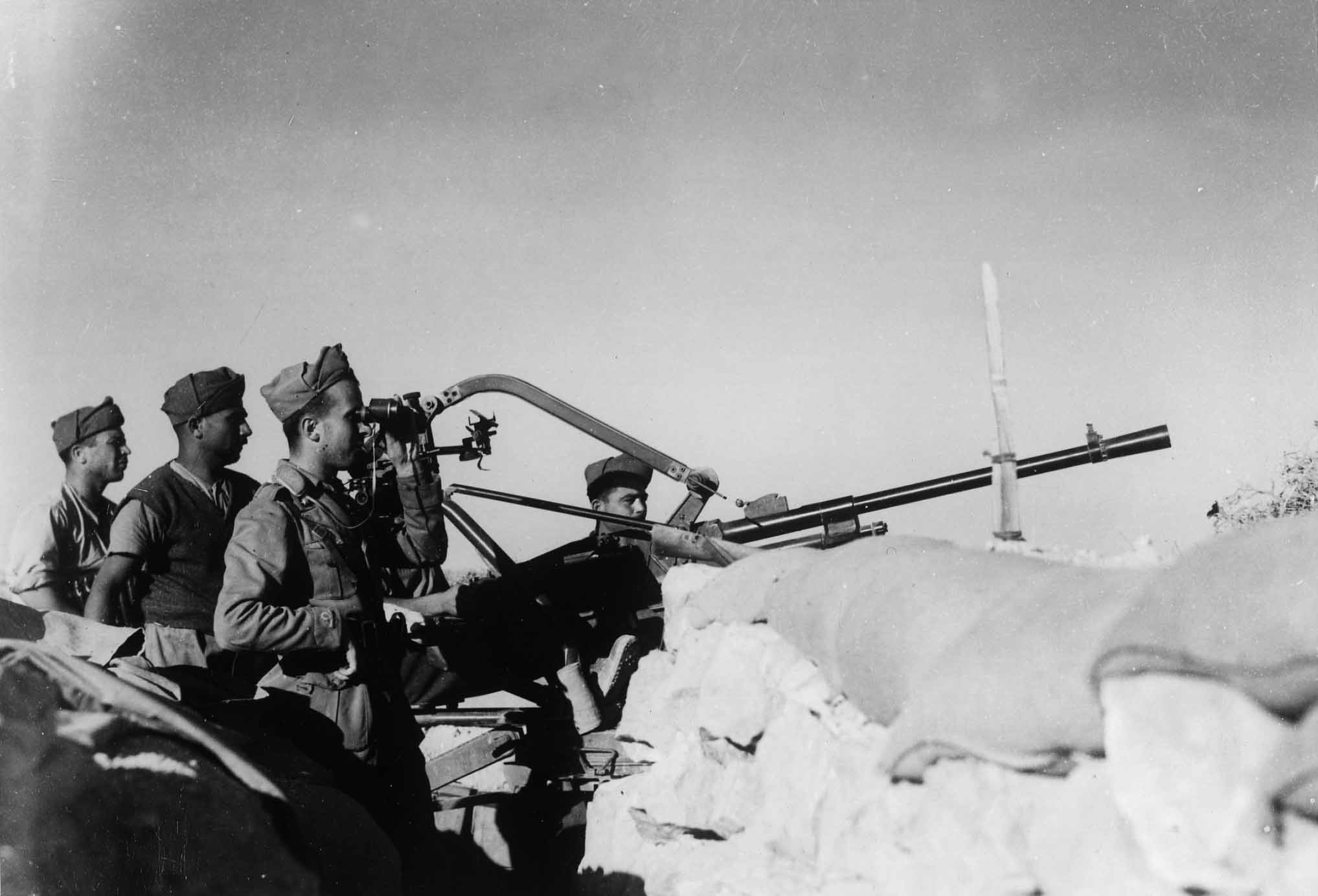
正部署机枪的意大利军

隆美尔选择4月14日，即西方"复活节"发动攻势。5时20分，德军第5轻机械化师首批22辆坦克未遇任何抵抗，轻易辗过托布鲁克以南一道炸开的铁丝网防地。德军继续向前开进，英军在德军两侧突然开炮。乘着汽车跟随闯入战场的德军中校古斯塔夫·帕纳森被一发戰防炮炸中当场毙命。德军惊慌失措的乱钻，最后下达撤退命令，德军狼狈不堪杀出重围，沿着同一道交叉火网，退回到外围阵地去。德军损失17辆戰車。
4月16日，隆美尔亲自指挥，德意联军展开攻势，同样以失败告终。意大利军损失惨重，有800人被俘虏，装甲师损失90%的戰車，丧失了作战能力。4月17日，隆美尔取消进攻，继续围城。
4月30日，第15装甲师首批增援到达后，隆美尔发动新一轮的攻势。这次攻势是德军止今为止的最大规模的一次进攻，纳粹德国空军的斯图卡俯冲轰炸机和炮兵对城西南面英军严密防御的数个山头进行狂轰滥炸，德军和英军互相枪夺该地区。双方冲击和反冲击的拉锯战激烈地进行了3天。
期间，德军最高统帅部派遣弗里德里希·保卢斯中将前往视察情况，保卢斯被德军在战斗中的伤亡比报告中还严重吓得大惊失色，保卢斯提醒隆美尔，夺取托布鲁克已经没有希望了。布劳希奇下达最后通牒，勒令隆美尔不可再对托布鲁克展开攻势，隆美尔必须坚守现有阵地，保存实力。
5月4日，英军发起一次反击后，德军仍然设法在外围阵地上占领了一块宽达5千米，纵深3千的阵地继续围困，战况进入僵持阶段。
5月5日，英军获得英国本土的援助发动"简明行动"，英军越过埃及一利比亚边境，展开攻势，这是一场旨在为下一次大规模攻势夺取阵地的小战役。5月6日，德军发动反击，把英军夺取的阵地收回，"简明行动"以失败告终。
6月15日，英军再次发动大规模的"战斧行动"同样以失败告终。

### 十字军行动
战斧行动的失败不仅没有将隆美尔击退，还使得英军损失惨重。1941年6月21日，丘吉尔撤职阿奇博尔德·韦维尔的英军中东总司令的职位，任命克劳德·奥金莱克取代。奥金莱克抵达开罗后，着手组建新的沙漠军团，并命名为英国第8集团军。由艾伦·戈登·坎宁安为第8集团军司令。
11月8日，英军发动代号为「十字军行动」对德军的阵地发起进攻。这是英军发动规模最大的一次攻势。初时隆美尔正打算对托布鲁克再次发起攻击而对英军毫无反应，英军的整个行动进展顺利。隆美尔之后确信这次是英军一场重大的进攻后，废弃原来的计划，重新进行战略部署。11月20日，德军反起反击，对散落在西迪拉杰格周围的英军展开了激烈的进攻，使得英军损失惨重。11月24日，隆美尔的装甲军冒险穿过英军的防线，到达后方迫使英军撤退。英军的后方部队开始惊慌失措，坎宁安也控制不住局面，英军再次展开和早期战役相似的向东撤退。但到了11月26日，隆美尔的大部队缺陷燃料不得不退回拜尔迪亚。同日夜里，一支新西兰师成功突破德军包围圈，与托布鲁克的部队会合，暂时缓解了托布鲁克之围。德军在拜尔迪亚加完油后立即直奔托布鲁克，去增援岌岌可危的围城部队。
同样在11月26日，奥金莱克免去坎宁安第8集团军的职务，由陆军少将尼尔·M·里奇接替，继续进行「十字军行动」。11月30日，隆美尔依然利用少量装甲兵力，对托布鲁克恢复包围。但由于后勤供应跟不上，尤其是损坏的坦克与武器缺少零件，德军逐渐表现力不从心。德军被迫向西收缩阵地，直到加扎拉地区(轴心国部队事先在此修筑了一条撤退防线)。12月15日，英军再次向西发起攻势，同时对德军阵地南端进攻，试图从后方切断德军的退路。隆美尔知道德军已经无法阻止，下令全面撤退，托布鲁克正式解除了包围。

## 结果
在围攻的大部分时间里，托布鲁克由澳大利亚第9师和其他部队保卫。英国中东总司令阿奇博尔德·韦维尔将军命令莫谢德保卫港口八周时间；澳大利亚第9师坚持了五个多月，之后在9月逐渐撤退，由第70步兵师、波兰喀尔巴阡旅和捷克斯洛伐克第11步兵营取代。

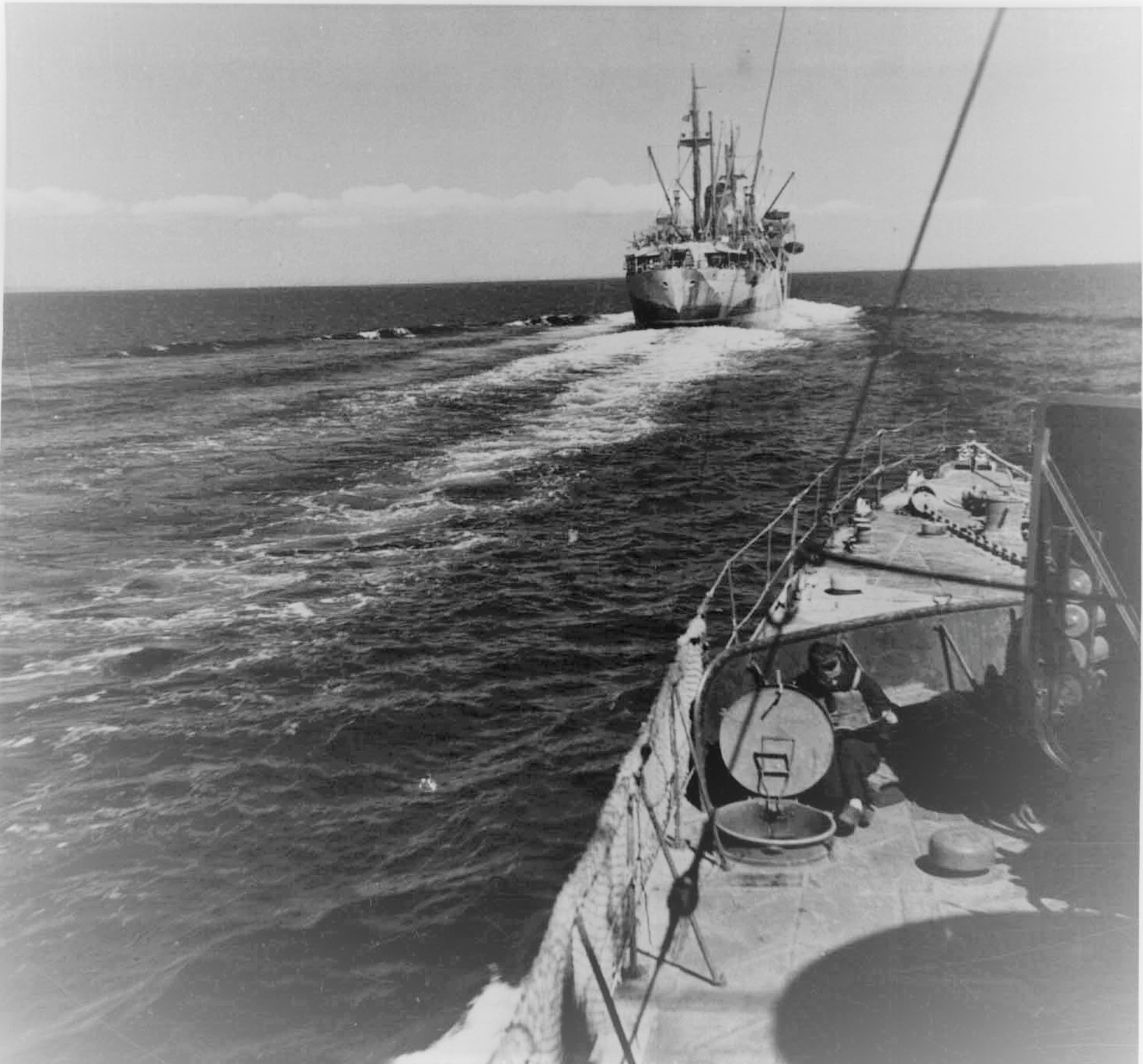
前往北非的船队

托布鲁克渡船由英国皇家海军和澳大利亚皇家海军军舰组成，在托布鲁克的防御中发挥了重要作用，提供炮火支援、补给、增援部队和运送伤员。托布鲁克的控制对同盟国来说至关重要的，因为它是班加西以东和亚历山大市以西唯一重要的港口。在埃及边境的轴心国军队的供应可以通过海运到托布鲁克得到缓解。托布鲁克的围攻也是德国非洲军团在北非战场上第一次被阻止。

## 延伸閱讀
- Beaumont, Joan (1996). Australia's War, 1939-45. Melbourne: Allen & Unwin; ISBN 1-864-48039-4.
- Glassop, Lawson (1944). We Were the Rats. Sydney: Angus & Roberston. Republished by Penguin, 1992; ISBN 0-140-14924-4.
- Wilmot, Chester (1944). Tobruk 1941. Sydney: Halstead Press. Republished by Penguin, 1993; ISBN 9-780-67007-1203.

## 外部連結
- Polish Carpathian Brigade in the defence of Tobruk
- The Italian 32nd Combat Sappers Battalion
- The Bersaglieri in North Africa (2003)（页面存档备份，存于）
- The Italian War Effort in 1941
- The Characteristic of Tobruk defence in 1941
- BBC - WW2 People's War - Siege of Tobruk （页面存档备份，存于）
- Australian War Memorial - Siege of Tobruk（页面存档备份，存于）
- Siege of Tobruk